# Rifiano
Rifiano, németül: Riffian,  település Olaszországban, Bolzano autonóm megyében. Lakosainak száma 1365 fő (2023. január 1.). Rifiano Caines, Moso in Passiria, San Martino in Passiria, Scena, Tirolo és San Leonardo in Passiria községekkel határos.

## Népesség
A település népességének változása:
| Lakosok száma | 1328 | 1357 | 1365 |
|               | 2017 | 2018 | 2023 |